# Urera filiformis
Urera filiformis är en nässelväxtart som beskrevs av Henry Hurd Rusby. Urera filiformis ingår i släktet Urera och familjen nässelväxter. Inga underarter finns listade i Catalogue of Life.